# 창평 수용소 유혈 봉기
창평 수용소 유혈 봉기 혹은 창평 수용소 대학살 사건은 1987년 5월에 벌어진 조선민주주의인민공화국의 민주화 운동이자 유혈 봉기이다.

## 개요
당시 인근 수용소에 경비병으로 입대했던 안명철(33)씨는 온성 제12호 수용소 폭동 진압작전에 참여한 소대장과 분대장으로부터 사건의 전말을 소상히 전해들었다고 했다. 온성지구에 오랫동안 살았던 탈북자 문현일씨도 수용소가 해체된 후 이곳을 방문한 적이 있었으며, 현지 주민들로부터 대학살의 진상을 전해 들었다고 한다.

## 창평 수용소 유혈 봉기 상황[1]

### 유혈 봉기 상황 전야
이들에 따르면 사건은 탄광에서 일하던 한 정치범이 보위원으로부터 심하게 구타를 당하다가 반항해 그를 때려 눕히면서 시작되었으며 이를 본 보위원은 그사람을 총으로 쏴 사살하자 결국 화가난 사람들은 그사람을 결국 밟았으며 현장에는 200여명의 정치범이 있었는데 흥분한 이들이 집단으로 달려들어 그와 함께 있던 보위원까지 죽인 후 산을 넘어 보위원 사택까지 습격했다.

### 유혈 봉기 발발
이 과정에서 삶을 포기하며 살아가던 정치범 수천 명이 합세하여 그 규모가 5,000명을 넘게 됐고, 마침내 대규모 봉기로 번졌다고 하며 이때 많은 사람들이 사람답게 대접을 요구하며 시위를 벌이고 많은 사람을 독려하며 일어났다. 
그리고 보위원들을 발견할 때마다 닥치는대로 밟거나 때리는 등 그러한 일이 벌어졌으며 많은 사람들이 호응을 하였다고 한다.

### 주민 진압 과정
인근 수용소 경비대 병력과 장비까지 동원해 고사포와 기관총 등으로 무장한 뒤 수용소를 포위하고 닥치는 대로 사격해 유혈 봉기에 가담했던 5,000여명 전원을 몰살시켜 버렸다고 하며 봉기 진압 후 시신은 불태우거나 인근 야산에 집단 매장했으며 이때 무자비한 학살 사건이 벌어지기도 하였다.
그리고 안타깝게 사망한 보위원 가족과 희생자들은 인근 사월리 공동묘지에 묻어 애도를 하며 이사람들에게 안타깝다고 하였다고 말하였다.

### 결과
국가안전보위부 정보원이었던 김씨는 당시 온성 수용소에서 하루종일 총 소리가 울려 전쟁이 일어났는 줄 알았는데 나중에 그곳 정치범 3분의 1 가량이 학살 당하고 보복사건까지 일어나 그 사건으로 수용소가 해체됐다는 것을 알게 되었다고 증언하였으며 생존자는 다른 수용소로 분산해서 수용됐다고 밝혔다. 
당시 요덕 제15호 수용소에 수감돼 있던 기자도 1988년 말 - 1989년 초 요덕 관평역 보위부 관할 구역구 내에서 온성으로 이송되온 1,000여 명의 정치범들을 직접 목격한 바 있다고 밝혔으며 이를 바탕으로 더욱 학대가 심하였다고 말하였다.

## 영향
1984년 8.3 인민소비품생산운동이 일어난지 단 3년만에 결국 번진 민주화 운동이자 시민 봉기로까지 번진 사건이며 특히 5,000여명이 가담한 이 시위로 인하여 결국 엄청난 타격을 입을 수 밖에 없었으며 더욱 8.3 인민소비품생산운동의 소문이 수용소까지 왔다.
그리하여 결국 유혈 봉기를 만들어 냈으며 특히 주민 답게 살고 싶은 마음에 모두가 힘을 합한 봉기이지만 실패를 거두었지만 결국 의미가 아주 없는 것은 아니었으며 2년 뒤 1989년 5월 27일 김정일이 시장경제의 부분적 승인 허용을 하였으며 특히 8.3 인민소비품 생산 및 처리에 관한 규정을 제정함으로 가내작업반과 가내생산협동조합을 정식적으로 창업을 허용하게 된 직접적인 원인이 크다.

## 평가

### 정치범 수용소에 있던 수용자들의 집단 탈북
이때를 기준으로 정치범 수용소에 있던 수용자들이 대거 탈북하는 사태가 벌어지고 특히 이때를 기준으로 강철환 기자와 그외에도 많은 사람들이 집단으로 중국으로 통하여 탈북을 하게 되는 계기가 되었으며 특히 많은 사람들이 이때를 기준으로 많은 경제난으로 인하여 탈북을 하게 되었다.

### 시장경제의 부분적 승인 허용
8.3 인민소비품생산운동의 경우 생산품목의 결정, 판매가격의 설정에 관해 기업 측에 자율성이 부여되어 있으며 기업은 이 운동으로 번수입의 일부를 국가에 바쳐야 하는 의무를 지고 있으며 지역에 따라 수입의 20 - 25%를 국가에 바쳐야 한다.
8.3 인민소비품의 생산은 국가로부터 기업에게 내려오는 계획과제에 포함되어 있으며 이것은 금액지표의 것이며 예를 들면 기업은 종업원 1인당 매월 5원씩 8.3 인민소비품창조운동으로 벌도록 지시가 내려오지만 어떤 품목을 생산할 것인가에 대해서 기본적으로 가내작업반에 맡겨져 있다.
가격은 사실상 합의가격으로 되어 있으며 직매점에 나와 있는 상품은 수요자와 가격을 교섭하여 합의에 도달하면 그 가격으로 팔 수 있으며 기업은 자신의 8.3 소비품이 잘 팔리지 않으면 할인하고 자신의 제품이 잘 팔리면 인상을 한다.
가내작업반 관리운영규정은 그 적용대상이 기관과 기업소 및 협동단체와 노동자구와 동의 인민반에 조직된 가내작업반, 부업반, 가내편의서비스원, 협동조합식당, 가내축산반이라고 명기되어 있다.
가내작업반 관리운영규정에는 이것 외에 식료품 가공 및 생산의 확대가 등장한다는 점은 주목할 만하고 가내작업반, 부업반, 가내편의서비스원, 협동조합식당, 가내축산반이 생산한 제품은 생산자와 직매점간의 합의에 의한 가격으로 정한다.
주민의 개별주문에 의해 서비스한 때는 그 가격을 당사자간의 합의에 의해 정한다고 되어 있으며 이들 조직의 규모는 3명 이상이라고 되어있다.

## 같이 보기
- 회령 정치범수용소
- 요덕 정치범수용소
- 조선민주주의인민공화국의 인권